# Lummenne
Lummenne är en sjö i Finland. Den ligger i kommunen Kuhmois i landskapet Mellersta Finland, i den södra delen av landet, 150 km norr om huvudstaden Helsingfors. Lummenne ligger 114,1 meter över havet. Den är 30,8 meter djup. Arean är 17,96 kvadratkilometer och strandlinjen är 118,49 kilometer lång. Sjön  ingår i Kumo älvs huvudavrinningsområde.   I omgivningarna runt Lummenne växer i huvudsak blandskog. Den sträcker sig 6,4 kilometer i nord-sydlig riktning, och 10,1 kilometer i öst-västlig riktning.
Lummenne är en del av ett bifurkationssystem som består av sjöarna Lummenne, Vehkajärvi och Vesijako. Av dessa har både Vesijako och Lummene vardera två utlopp i två huvudavrinningsområden: Kumo älvs avrinningsområde i väst och Kymmene älvs avrinningsområde i öst. I väst avvattnas Lummene till Vehkajärvi som i sin tur avvattnas till Vesijako.

## Öar
- Puntarisaari (en ö)
- Muurahaissaari (en ö)
- Kaunissaaret (en ö)
- Matinsaari (en ö)
- Valkkasaari (en ö)
- Tallessalo (en ö)
- Tiirinkallio (en ö)
- Rajasaari (en ö)
- Leipäsaaret (en ö)
- Muursaari (en ö)
- Kulosaari (en ö)
- Västönsaari (en ö)
- Salonsaari (en ö)
- Mieltiönsaari (en ö)
- Pirttisaaret (en ö)
- Hauksaari (en ö)
- Raatarinsaari (en ö)
- Lintusaari (en ö)
- Mustasaari (en ö)
- Markkasaari (en ö)
- Takkoset (en ö)
- Purasaari (en ö)
- Majavasaari (en ö)
- Pukkisaari (en ö)
- Hallinluoto (en ö)
- Pernasaari (en ö)
- Raatalinsaari (en ö)
- Verkkosaari (en ö)
- Tuurensaari (en ö)
- Vääräsaari (en ö)
- Rökkö (en ö)
- Pikku-Lehtinen (en ö)
- Ryssänsaari (en ö)
- Kaijanluoto (en ö)
- Lehtinen (en ö)
- Haukanlinna (en ö)
- Hajusaari (en ö)
- Marjasaari (en ö)
- Riskinsaaret (en ö)
- Kannonsaaret (en ö)
- Viitarainen (en ö)